# Rudolf Carnap
Paul Rudolf Carnap (Ronsdorf, 18 maggio 1891 – Santa Monica, 14 settembre 1970) è stato un filosofo, logico ed esperantista tedesco naturalizzato statunitense (nel 1941). Fu membro del Circolo di Vienna ed influente esponente del neopositivismo.

## Biografia

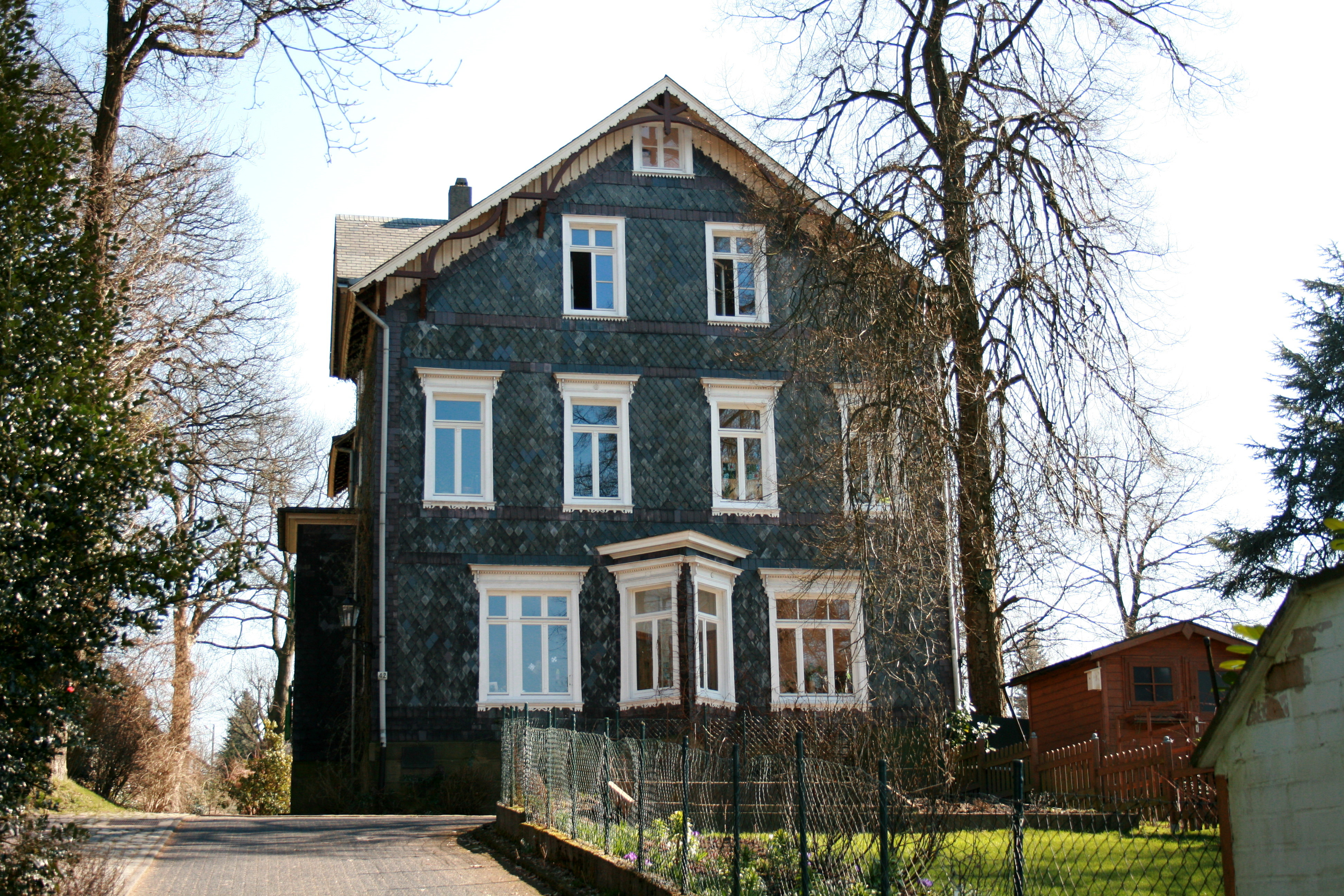
Villa Carnap

Carnap nacque a Ronsdorf (oggi Wuppertal), frequentò il ginnasio di Barmen, poi dal 1910 al 1914 studiò a Jena. Si dedicò alla fisica e alla matematica ma, sotto la guida del neokantiano Bruno Bauch, studiò anche la "Critica della Ragion Pura" di Kant avvicinandosi alla filosofia. Fu anche uno dei pochi a seguire il corso di logica matematica di Gottlob Frege.
A causa della prima guerra mondiale fu costretto a interrompere gli studi per servire la patria al fronte e successivamente studiò fisica all'Università di Berlino nel 1917-1918, dove Albert Einstein era stato appena nominato professore. In seguito Carnap frequentò l'università di Friburgo, dove preparò una tesi su una teoria assiomatica dello spazio-tempo. Il dipartimento di fisica però la ritenne troppo filosofica e Bruno Bauch del dipartimento di filosofia la ritenne puramente fisica.
Carnap quindi scrisse una nuova dissertazione, pubblicata nel 1922 come "Der Raum. Ein Beitrag zur Wissenschaftslehre"
("Lo spazio. Contributo alla dottrina della scienza"), sotto supervisione di Bauch, sulla teoria dello spazio, da un punto di vista kantiano più ortodosso.
Nel 1921 Carnap scrisse una lettera a Bertrand Russell, che in risposta gli mandò lunghi passaggi copiati a mano dai suoi Principia Mathematica, giacché né Carnap né l'Università di Friburgo potevano permettersene un esemplare. Tra il 1924 e il 1925 Carnap seguì alcuni seminari tenuti da Edmund Husserl, il fondatore della fenomenologia, e continuò ad interessarsi alla fisica dal punto di vista del positivismo logico.

### Il circolo di Vienna
Ad una conferenza nel 1923 Carnap incontrò Hans Reichenbach, che lo introdusse presso Moritz Schlick, un professore all'Università di Vienna che gli offrì una posizione nel suo dipartimento. Nel 1926 conseguì l'abilitazione con la sua opera Der logische Aufbau der Welt e accettò l'offerta di Schlick diventando docente (Privatdozent) all'Università di Vienna fino al 1931. A Vienna si unì al gruppo informale di intellettuali e scienziati Viennesi che sarebbe poi divenuto famoso col nome di Circolo di Vienna (Wiener Kreis), guidato da Schlick e annoverando tra i suoi membri Hans Hahn, Friedrich Waismann, Otto Neurath, Herbert Feigl, e Carl Gustav Hempel con presenza saltuaria di uno degli studenti di Hahn, Kurt Gödel. Carnap fece anche la conoscenza di Ludwig Wittgenstein quando questi visitò Vienna.
Inoltre Carnap (assieme a Hahn e Neurath) nel 1929 scrisse il manifesto del Circolo, e nel 1930 assieme a Hans Reichenbach fondò la rivista filosofica Erkenntnis  ("Conoscenza").
Nel 1928 Carnap pubblicò due delle sue opere principali: Der logische Aufbau der Welt (La costruzione logica del mondo) e Scheinprobleme in der Philosophie. Das Fremdpsychische und der Realismusstreit ("Pseudo-problemi nella filosofia. La psiche dell'altro e la controversia realista").
Nel primo sviluppò una versione rigorosamente formale dell'empirismo, definendo tutti i concetti scientifici in termini fenomenistici, basati cioè sull'esperienza vissuta. Pur essendoci paralleli e somiglianze, il fenomenismo non è da confondersi con la fenomenologia. Il sistema formale dell'Aufbau era basato su un singolo predicato primitivo diadico, che viene soddisfatto quando due individui sono "simili". L'Aufbau era significativamente influenzato dai Principia Mathematica, e può essere paragonato alla metafisica mereotopologica che Alfred North Whitehead sviluppò negli anni 1916-1929. Comunque, sembra che Carnap presto si disamorò di quest'opera, in particolare non ne autorizzò una traduzione inglese fino al 1967.
Negli "Pseudo-problemi nella filosofia" sostenne che molte questioni metafisiche erano prive di senso, i.e. il modo in cui erano poste faceva violenza al linguaggio. Una implicazione di questa posizione radicale era sottinteso fosse l'eliminazione della metafisica dal pensiero e discorso razionale. Questa è la posizione per cui Carnap fu inizialmente più conosciuto.
Nel febbraio del 1930 Alfred Tarski (esponente della scuola logica di Leopoli-Varsavia) tenne una lezione a Vienna e nel novembre 1930 Carnap visitò Varsavia. In queste occasioni, Carnap approfondì la sua conoscenza dell'approccio alla semantica basato sulla teoria dei modelli.

### Praga
Nel 1931 Carnap fu designato Professore di Filosofia naturale all'università germanofona di Praga, rimanendo in quella posizione fino al 1935.
Là scrisse il libro che lo avrebbe reso il più famoso membro del Circolo di Vienna e positivista logico, Logische Syntax der Sprache ("Sintassi logica del linguaggio" 1934). In quest'opera Carnap propose il suo "principio di tolleranza", in base al quale non esiste un uso "autentico" o "corretto" della logica o del linguaggio. Si è liberi di adoperare qualunque linguaggio se utile ai propri scopi. Nel 1933 W. V. Quine visitò Carnap a Praga, discutendo la sua filosofia per esteso. Così iniziò la relazione di mutuo rispetto tra i due uomini, che sopravvisse nonostante Quine si sia opposto veementemente ad alcune conclusioni filosofiche di Carnap.

### Gli anni negli Stati Uniti
Non illudendosi sulle conseguenze che il Terzo Reich avrebbe scatenato in Europa, e considerando che le sue convinzioni socialiste e pacifiste lo avrebbero reso un bersaglio, nel 1935 Carnap emigrò negli Stati Uniti e ne ottenne la cittadinanza nel 1941. Nel frattempo a Vienna, Moritz Schlick fu assassinato nel 1936. Tra il 1936 e il 1952, Carnap fu professore di filosofia all'università di Chicago. Grazie in parte alla buona volontà di Quine, Carnap passò gli anni 1939-41 a Harvard, dove reincontrò Tarski. Carnap successivamente espresse una certa irritazione sul suo periodo a Chicago, dove lui e Charles W. Morris erano gli unici membri del dipartimento dedicati al primato della scienza e della logica. (I loro colleghi a Chicago erano tra gli altri Richard McKeon, Mortimer Adler, Charles Hartshorne, e Manley Thompson.) Nonostante ciò gli anni a Chicago furono molto produttivi. Carnap scrisse libri sulla semantica, sulla logica modale (arrivando quasi all'interpretazione, oggi considerata standard, dei mondi possibili proposta da Saul Kripke nel 1959), e sulle basi filosofiche della probabilità e dell'induzione.
Lavorò brevemente (1952 - 1954) a Princeton prima di diventare professore alla University of California a Los Angeles (UCLA) nel 1954, essendo Hans Reichenbach deceduto l'anno prima. In precedenza aveva rifiutato l'offerta di una posizione simile perché sarebbe stato obbligato a firmare un giuramento di fedeltà dell'era McCarthy, una pratica a cui era contrario per principio. Durante il periodo all'UCLA, tornò al suo lavoro sulla conoscenza scientifica, occupandosi della distinzione tra proposizioni analitiche e proposizioni sintetiche e del principio di verificazione.
Morì a Santa Monica (California) il 14 settembre 1970. I suoi scritti sulla termodinamica e sui fondamenti della probabilità e dei ragionamenti induttivi furono pubblicati postumi.

## Pensiero
Rudolf Carnap era ateo. All'interno della corrente neopositivista, Carnap volle dimostrare che il mondo è basato su una struttura di conoscenze fondate sull'esperienza empirica, senza correre tuttavia il rischio di condurre al soggettivismo.
Nella sua prima opera principale  Der logische Aufbau der Welt ("La costruzione logica del mondo" 1928) Carnap teorizzò una ricostruzione empirista della conoscenza scientifica, indicando le basi del suo modello concettuale e oggettuale della scienza, costituite dalla teoria delle relazioni e dai dati elementari. Tentò di dimostrare che tutti i concetti che fanno riferimento al mondo fisico esterno, ai processi psichici nelle menti degli altri, e a fenomeni socio-culturali, in ultima analisi si basano su processi autopsichici, cioè su concetti interni al flusso della coscienza (Erlebnisstrom, propriamente "flusso dei vissuti") dell'osservatore.
I "mattoni" da cui partire per la conoscenza sono i protocolli, proposizioni che non hanno bisogno di essere giustificate, in quanto sono diretta conseguenza di un'esperienza empirica. Carnap distingue le scienze in due gruppi:
- scienze empiriche: i protocolli sono dei fatti verificati empiricamente ai quali viene applicato il metodo sintetico a posteriori (es. fisica e chimica);
- scienze formali: i protocolli sono rappresentazioni da astrazioni e il metodo è quello analitico a priori, sono strumentali e autonome rispetto alle scienze empiriche (es. matematica).

In Scheinprobleme in der Philosophie. Das Fremdpsychische und der Realismusstreit ("Pseudo-problemi nella filosofia. La psiche dell'altro e la controversia realista" 1928) e nell'articolo Überwindung der Metaphysik durch logische Analyse der Sprache ("Il superamento della metafisica tramite l'analisi logica del linguaggio" 1932) accusò i problemi tradizionali della metafisica di essere privi di senso, basandosi su una semantica verificazionista. Le proposizioni metafisiche sarebbero da considerare prive di senso, in quanto facenti uso di termini senza alcun riferimento empirico. In questa opera paragonò i metafisici a musicisti, privi però di talento artistico.
Sotto l'influenza di Otto Neurath, Carnap all'inizio degli anni trenta si distanziò sempre più dall'idea di un sistema costitutivo su base autopsichica e sviluppò nel suo trattato Die physikalische Sprache als Universalsprache der Wissenschaft ("Il linguaggio della fisica come linguaggio universale della scienza" 1931) una concezione fisicalista del linguaggio, nella quale non erano più i fenomeni autopsichici (eigenpsychische Phänomene), ma oggetti fisici intersoggettivamente verificabili a formare il riferimento fondamentale. In quest'opera pose una distinzione tra il linguaggio sistematico (generale e leggi della natura) e il linguaggio dei protocolli (contenuto dell'esperienza immediata). Carnap si soffermò sul concetto di solipsismo metodico, in quanto ogni base di qualunque affermazione è il protocollo individuale che però deve necessariamente sfociare in un linguaggio universale fisico, che inglobi anche i fenomeni psichici e spirituali.
Nella sua seconda opera principale Logische Syntax der Sprache ("La sintassi logica del linguaggio" 1934) Carnap propose di rimpiazzare la filosofia tradizionale con la logica scientifica, ovvero l'analisi logica del linguaggio scientifico, che deve però possedere alcune qualità fondamentali quali la molteplicità e la relatività ed essere priva delle controversie filosofiche.
La sua terza opera principale Meaning and Necessity: A Study in Semantics and Modal Logic ("Significato e necessità: una ricerca nella semantica e logica modale" 1947) si occupò delle basi logico-modali della filosofia del linguaggio.
In particolare, Carnap si interessò alla costruzione di sistemi logici formali. Con il suo "principio della tolleranza" (Toleranzprinzip) e il principio della convenzionalità delle forme linguistiche sottolineò sempre la varietà dei sistemi di calcolo alternativi. Diede un contributo significativo anche alla teoria della probabilità nella sua opera Logical Foundations of Probability ("Le basi logiche della probabilità" 1950), dove si occupò di questioni di probabilità induttive e della distinzione tra probabilità statistica e probabilità logica. Verso la fine della sua vita, riconobbe che le domande filosofiche fondamentali, riguardo al problema anima-corpo, degli universali e delle fondamenta dell'etica, avessero una loro giustificazione autonoma.

## Esperantismo
Da autodidatta imparò l'esperanto a 14 anni, quando era studente liceale a Barmen, oggi parte della città di Wuppertal. Il 14 febbraio 1908 iniziò a scrivere un diario, nel quale alla voce del 19 febbraio si legge: "Sono entusiasta ogni giorno dell'esperanto ..." - (di poter) avere una corrispondenza - "con i non tedeschi". Nello stesso diario appare in un elenco delle sue opere subito dopo un suo articolo di, "Come si fanno gli enigmi in esperanto?"; è il suo primo testo pubblicato. Dopo essersi laureato a Jena nel 1910, Carnap divenne un delegato UEA. 
Nella sua autobiografia del 1963 scrive: 
Quando alcuni anni dopo ho partecipato a un congresso internazionale di esperanto, mi è sembrato un miracolo quando mi sono reso conto con quanta facilità potevo seguire i discorsi e le discussioni nelle grandi sessioni pubbliche e parlare in conversazioni personali con stranieri di molti paesi, mentre Non riuscivo a conversare in quelle lingue che avevo imparato per tanti anni a scuola. Il culmine del congresso è stata la presentazione dell'Ifigenia in esperanto di Goethe. È stata un'esperienza commovente ed edificante per me ascoltare questo dramma, permeato dallo spirito di umanità, in un nuovo ambiente che lo ha reso comprensibile a migliaia di spettatori di molti paesi in modo che potessero sentirsi emotivamente connessi. […] Dopo tali esperienze non si possono prendere molto sul serio le argomentazioni di chi sostiene che una lingua ausiliaria internazionale potrebbe davvero essere adatta per gli affari e forse anche per le scienze naturali, ma che non sarebbe un mezzo adatto per questioni personali, per discussioni nelle scienze sociali e culturali, in particolare per romanzi o drammi. Ho scoperto che la maggior parte di coloro che affermano una cosa del genere non hanno avuto esperienza pratica con questa lingua.

## Opere
- Der logische Aufbau der Welt - La costruzione logica del mondo (1928)
- Scheinprobleme in der Philosophie. Das Fremdpsychische Und der Realismusstreit  - Pseudo-problemi nella filosofia. Il campo psichico altrui e la polemica del realismo (1928)
- Abriss der Logistik - Sommario della Logistica (1929)
- Die physikalische Sprache als Universalsprache der Wissenschaft, Erkenntnis. Vol. 2 (1931), pp. 432-465 (Il linguaggio della fisica come linguaggio universale della scienza)
- Logische Syntax der Sprache - La sintassi logica del linguaggio (1934)
- Foundations of Logic and Mathematics – Fondamenti di logica e Matematica (1939)
- Meaning and Necessity: A Study in Semantics and Modal Logic - Significato e necessità: uno studio nella semantica e logica modale (1947)
- Logical Foundations of Probability - Le basi logiche della probabilità (1950)
- The Continuum of Inductive Methods - Il continuo dei metodi induttivi (1952)
- Einführung in die symbolische logik mit besonderer beruckichtigung ihrer anwendungen - Traduzione inglese: Introduction to symbolic logic and its applications,  Dover publications, New York  (1958) - Traduzione italiana di M. Trinchero: Introduzione alla logica simbolica con particolare riferimento alle sue applicazioni, Firenze, La Nuova Italia (1978)

Il volume The Philosophy of Rudolf Carnap, a cura di Paul Arthur Schlipp, Open Court, 1963, (traduzione italiana La filosofia di Rudolf Carnap, Milano, Il Saggiatore, 1974), contiene l'autobiografia intellettuale di Carnap (tr. it. pp. 1–85).